# کله‌قند

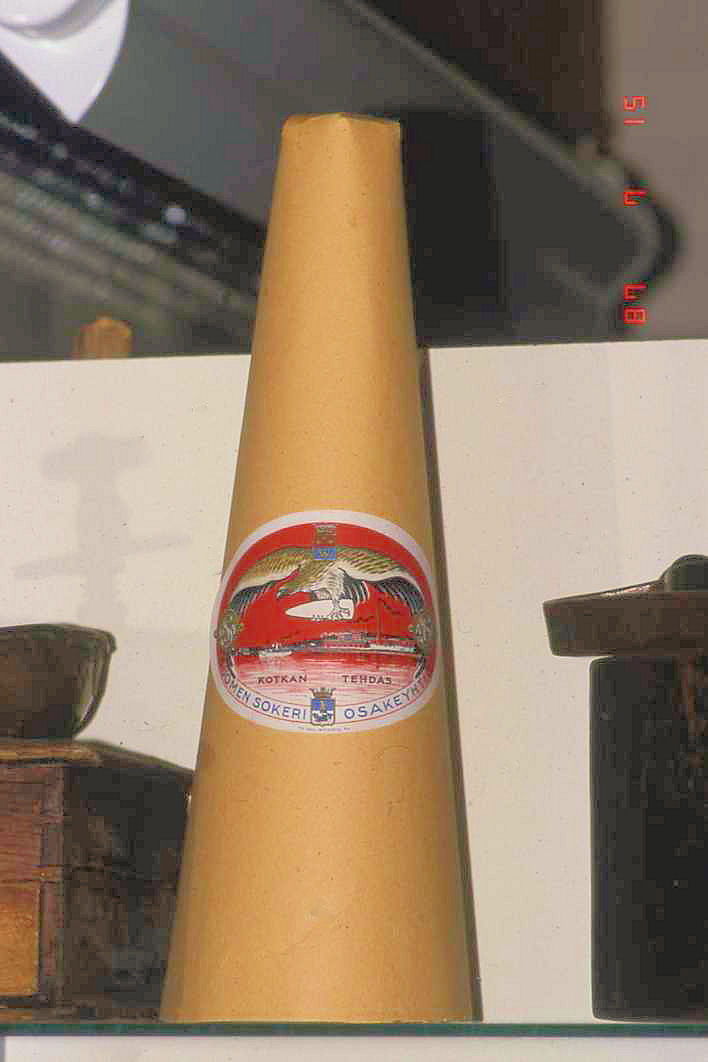
کله قند بسته‌بندی شده

کله قند، قند یا شکر متراکم است که به شکل مخروط کامل تهیه شده‌است. کله قند پس از شکسته شدن و تبدیل به قند حبه با چای یا قهوه تلخ مصرف می‌شود.
واژه کله قند گاهی به‌جای تاقدیس و ناودیس نیز به کار می‌رود.

## تاریخچه
به درستی مشخص نیست که اولین بار کله قند در چه زمانی تولید و عرضه شد. ولی در قرن ۱۲ میلادی، کله قند در اردن وجود داشته‌است. در قرون وسطی به دلیل کمیاب بودن شکر در اروپا کله قند از خمیر سفید درست می‌شد. عرضه کله قند از قرن ۱۹ میلادی در انگلستان به دلیل مالیات‌های سنگین متوقف گردید.
کله قند در ایران، گاهی به عنوان هدیه و گاهی اجرت استاد و حکیم کاربرد داشته‌است.

## باورها
کله قند پس از تزئین، در سفره عقد ایرانی کاربرد دارد و هنگام عقد بر سر عروس و داماد سائیده می‌شود.
همچنین در مراسم خواستگاری زرتشتیان، کله قند به عنوان هدیه‌ای از خانواده داماد به خانواده عروس ارائه می‌شده‌است.
در فرهنگ مردم بومی بخش‌هایی از مازندران، خوزستان، گرگان، سمنان و قوچان شکستن کله قند بخشی از مراسم سنتی شیرینی خوران و بله بران پیش از ازدواج است.
در منطقه دوتپه در تمامی مراسمات عروسی از جمله بله برون، شیرینی خوران و... از خانۀ داماد برای عروس و بالعکس کله قند می‌برند در مراسم بله برون کله قند را در مجلس مردانه می‌شکنند و در مجلس زنانه در مراسم شیرینی خوران بالای سر عروس و داماد و روی شال دوواق می‌شکنند. همچنین برای خانواده های داغدیده در نزدیکی های چهلم متوفی کله قند می برند.

## نحوه تولید

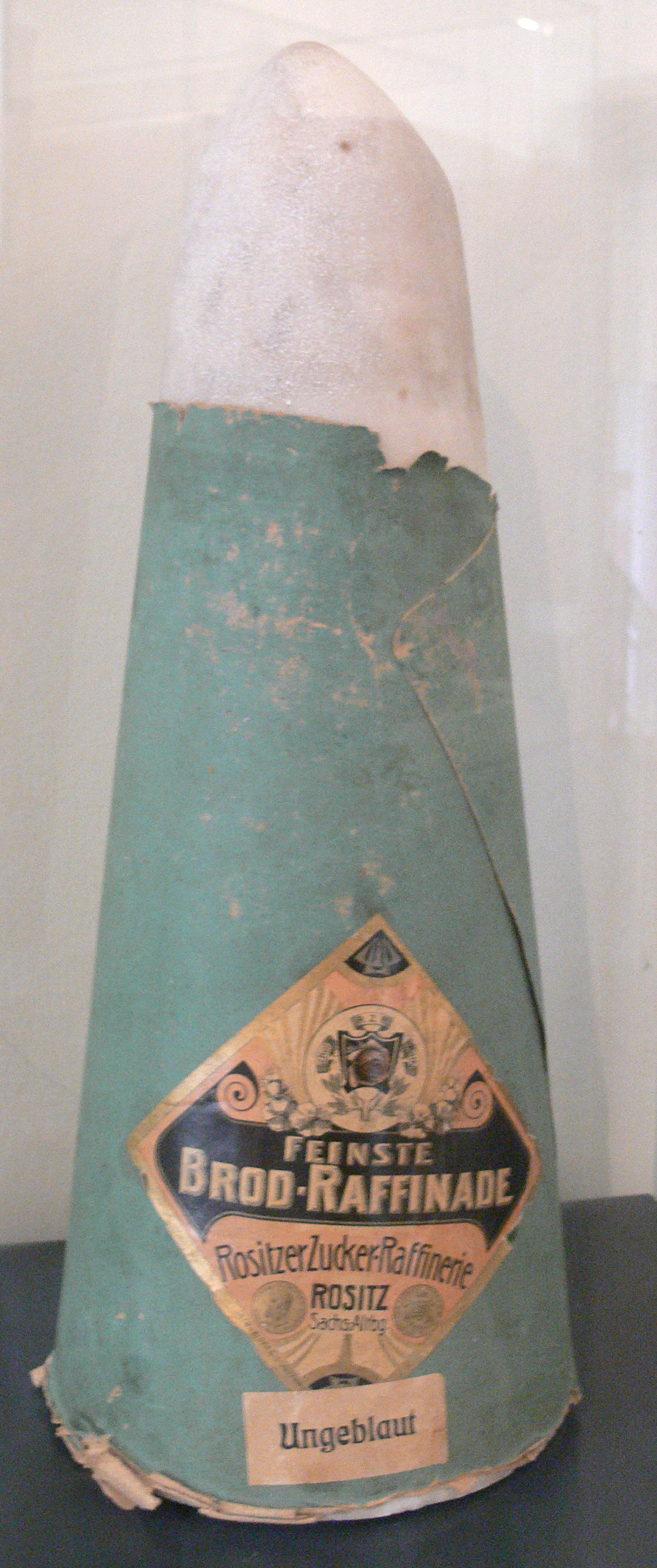
کله قند باز شده

تولید کله قند، بسته به اندازه مورد نیاز به دو روش «قالب و پرس» و روش «تبلور» انجام می‌شود. روش قالب و پرس برای کله قندهایی با اندازه کوچکتر مناسب است. در این روش بلورهای شکر ابتدا خرد شده و پس از مرطوب شدن با آب، در قالب ریخته می‌شود. قالب تحت فشار هوا قرار گرفته و کله قند ساخته می‌شود.
روش تبلور، برای ساخت کله قندهای بزرگ تر به کار می‌رود. در روش تبلور، ابتدا شکر به‌طور کامل در آب حل می‌شود، سپس با عبور از فیلترهایی کاملاً تصفیه می‌گردد. در مرحله بعد مولکولهای حاوی مواد رنگی موجود در شربت، جذب شده و شربت رنگبری می‌شود. پس از رنگبری شربت ابتدا تغلیظ شده، سپس در قالب ریخته می‌شود و تبلور آغاز می‌گردد. در این مرحله شتاب‌دهنده‌ها به خروج سریع تر آب از قند کمک نموده و کله قندهای ساخته شده در گرمخانه کاملاً خشک می‌گردند.